# Patinage Magazine
Patinage Magazine était une revue bimestrielle puis trimestrielle de la presse française consacrée au patinage artistique et publiée depuis décembre 1986.

## Historique
Le premier numéro de Patinage Magazine est publié en décembre 1986.
Essentiellement centré sur le patinage artistique, il inclut également des reportages sur d'autres sports de glace : le hockey, le patinage de vitesse et le patinage synchronisé.
En janvier 2019, le journal annonce une nouvelle version anglophone sur son compte Twitter.